# Augochlora antillana
Augochlora antillana är en biart som beskrevs av Cockerell 1910. Augochlora antillana ingår i släktet Augochlora och familjen vägbin. Inga underarter finns listade.